# HD 168415
HD 168415，又名BD-15 4927，SAO 161348、HR 6858，是一颗恒星，视星等为5.39，位于銀經15.32，銀緯-0.45，其B1900.0坐标为赤經18h 14m 23.3s，赤緯-15° -0.45′ 21″。